# Егир
Eгир (на исландски: Ægir) е великан, скандинавски бог на морските дълбини, син на Форньот. С неговата жена Ран имат девет дъщери. Дъщерите на Eгир са Хѝминглѐва, Ду̀ва, Бло̀духха̀да, Хѐвринг, Ун, Хрон, Бюлгя, Ба̀ра, Ко̀лга (на исландски: Himinglæva, Dúfa, Blóðughadda, Hefring, Unnr, Hrǫnn, Bylgja, Bára, Kólga). В съвременния исландски и деветте имена се използват за различни по сила и вид морски вълни. Според една от версиите те са едновременно майки на Хеймдал. Богинята Ран събира в мрежите си удавниците и ги кани в двореца на Егир. В представите на викингите след смъртта си хората отиват на три места – Валхала, двореца на Один – там отиват всички избрани от Валкириите паднали в бой войни; в двореца на Айгир – там отиват удавниците; и Хел (Hel), мрачното царство на смъртта, където отиват всички умрели от старост, болести или недостойно.

## Фонетика на името
В староисландския са съществували много гласни звукове, делението е било на дълги и къси, така както е в системата на съгласните звукове и днес. Съществували са думите „ægir“ – с дълго отворено и широко „е“ /ɛː/ – и „œgir“ – с дълго закръглено „е“ /øː/. В първия случай значението е „море“, съответно наименованието на божеството на морето и така се пренася в поезията като поетичен израз за „море“, а във втория случай значението е било „воин, който всява ужас“. След 13 век двата вокала се сливат в един, който впоследствие се дифтонгизира – „æ“ (ай); така двете думи започват да се изписват еднакво. Днес значението на ægir като „ужасяващ воин“ не се използва и е забравено, като е запазено само в наименованието на магическия символ-руна Ægishjálmur, т.е. „Шлемът на ужасяващия“. Трябва да се подчертае, че традиционният превод на Ægishjálmur като „шлем на терора“ не е коректен, в манускрипта Lbs 143 8vo, Galdrakver, 1670 г., от колекцията на епископ Ханес Финсон, съхраняван понастоящем в Националната библиотека на Исландия, се описва начинът и действието на заклинанието, използвано с руната. Магическият символ Ægishjálmur, заедно със съответстващото заклинание е бил използван за защита от „лошотията“ на хората (враговете) и своеволията и злобата на „богатите хора“ (собствените господари). В същия смисъл понятието Ægishjálmur се използва и от Халдоур Лакснес в неговите произведения (напр. „Камбаната на Исландия“).